# کیم مو-هیون
کیم مو-هیون (انگلیسی: Kim Mu-hyeon؛ زادهٔ ۱۶ ژوئن ۱۹۴۱) بازیکن بسکتبال اهل کره جنوبی بود. وی در بازی‌های المپیک تابستانی ۱۹۶۴ و ۱۹۶۸ شرکت کرده‌است.